# 勒基托阿薩鄉
46°26′N 27°22′E / 46.433°N 27.367°E
勒基托阿薩鄉（羅馬尼亞語：Comuna Răchitoasa, Bacău），是羅馬尼亞的鄉份，位於該國東北部，由巴克烏縣負責管轄，面積117平方公里，海拔高度178米，2007年人口4,960，人口密度每平方公里42人。